# OVO Sound
OVO (October's Very Own) Sound é uma gravadora canadense fundada pelo rapper Drake, Noah "40" Shebib e Oliver El-Khatib em 2012. OVO Sound consiste em Drake e vários produtores, como Noah "40" Shebib, Boi-1da, T-Minus, Mike Zombie junto com vários artistas como: PartyNextDoor, Majid Jordan.

## Subsidiárias
- October Firm
- OVO Athletic Center
- OVO Clothing
- OVO Fest
- OVO Basketball
- OVO Sound Radio
- Mod Sélection Champagne